# TV-7333
La TV-3344 és una carretera local de la comarca de la Terra Alta. Duu la T perquè és de les carreteres que pertanyen a la demarcació de Tarragona, i la V pel seu antic caràcter de carretera veïnal. Discorre pels termes municipals de Corbera d'Ebre, la Fatarella, Vilalba dels Arcs, d'aquella comarca.
La carretera arrenca de la TV-7331, just al límit dels termes de Corbera d'Ebre i de la Fatarella. Passa per dins del terme de Corbera d'Ebre, però torna a fer de límit municipal un llarg tros més, primer entre els dos termes esmentats, i més tard, entre Corbera d'Ebre i la Pobla de Massaluca. La carretera s'adreça cap a ponent, i més tard cap al sud-oest, i s'aboca en la TV-7231 a migdia de Vilalba dels Arcs, a los Quatre Camins.